# 尹集镇 (高唐县)
尹集镇，是中华人民共和国山東省聊城市高唐县下辖的一个乡镇级行政单位。

## 行政区划
尹集镇下辖以下地区：
双庙村、张官屯村、朱庄村、老王寨村、杨寨子村、田寨村、徐官屯村、宋庄村、北李村、蔡庄村、华家务村、尹集社区村、南五屯村、桃李村、花园村和刘庄村。